# USEC
L' USEC ou United States Enrichment Corporation est une société qui produit de l'uranium enrichi pour les centrales nucléaires américaine du département de l'Énergie des États-Unis.

## Histoire
L'USEC est créé en 1992 dans le cadre de la privatisation des activités américaines d'enrichissement de l'uranium pour un usage civil, selon une loi fédérale, la Energy Policy Act des États-Unis (l'« EPACT »). En juillet 1993, l'USEC prend en charge les installations d'enrichissement. La privatisation de l'USEC est achevée le 28 juillet 1998 lors de l'introduction en bourse de son stock d'uranium.
De 2001 à 2010, l'enrichissement de l'uranium par diffusion gazeuse est réalisé par l'USEC à l'usine d'enrichissement de Paducah. En 2002, le département américain de l'Énergie signe un contrat avec l'USEC pour la construction d'une nouvelle usine d'enrichissement par centrifugation gazeuse à Piketon à proximité de Portsmouth dans l'Ohio. Cette usine est opérationnelle depuis 2010.